# Bucaramanga
Bucaramanga és una ciutat de Colòmbia. És la capital del departament de Santander. L'àrea metropolitana de Bucaramanga inclou els municipis propers de Girón, Floridablanca i Piedecuesta.